# Liste deutscher Admirale

Kommandozeichen der deutschen Admirale

Die Liste deutscher Admirale enthält die Flaggoffiziere der deutschen Marinen und Seeverbände. Die Jahresangaben ab Abschnitt 2 beziehen sich auf die Ernennung des Marineoffiziers zum Flaggoffizier.

## Bis 1800
In diesem Abschnitt sind auch Führer von Flottenverbänden aufgelistet, bei denen kein formaler militärischer Admiralsrang nachweisbar ist. Dazu gehören die Convoykapitäne der Hansestädte und die Geschwaderkommodore der Kurbrandenburgischen Marine.

### A
- Alders, Thomas (auch Aldersen), kurbrandenburgischer Geschwaderchef 1680/81
- Alen, Konrad von (?−1410), Führer der Lübecker Flotte
- Antonissen, Willem, Hamburger Convoykapitän 1700

### B
- Bake, Jürgen (ndl.: Jurjan Baeck) (17.–18. Jh.), bremischer Admiral
- Bantzkow, Johann († 1427), Führer der Wismarer Flotte
- Bardewik, Nikolaus (1506–1560), Führer der Lübecker Flotte
- Beneke, Paul († um 1480)
- Bere, Johann († 1451), Führer der Lübecker Flotte
- Bevern, Claus von, kurbrandenburgischer Geschwaderchef 1677–1681
- Bomhover, Berend († 1526), Führer der Lübecker Flotte
- Brokes, Johann (1513–1585), Führer der Lübecker Flotte
- Brügge, Albert von der, († 1430), Führer der Lübecker Flotte
- Bruskow, Johann († 1449), Führer der Lübecker Flotte
- Bunstorp, Nosselmann († 1412), Führer der Lübecker Flotte

### C
- Crispin, Johann († 1442), Führer der Lübecker Flotte

### D
- Doria, Andrea (1466–1560), genuesischer Admiral, zeitweilig in kaiserlich-deutsch-spanischen Diensten
- Dreyer, Mathias, Hamburger Convoykapitän 1664

### E
- Falcke, Hermann († 1530), Führer der Lübecker Flotte

### G
- Gercken, Joachim († 1544), Führer der Lübecker Flotte
- Grawert, Fritz, († 1538), Führer der Lübecker Flotte
- Groth, Alert Hildebrandtsen, Hamburger Convoykapitän 1692

### H
- Hermelin, Klaus, Führer der Lübecker Flotte 1510
- Hille, Johann von, Oberst, Führer der kurbrandenburgischen Flotte 1657–1660
- Holk, Jacob, Führer der Lübecker Flotte 1387
- Holste, Martin, Hamburger Convoykapitän 1663
- Hoyer, Heinrich (um 1380 – 1447), Hamburger Flottenführer

### J
- Jungingen, Konrad von (um 1355/60 – 1407), 25. Hochmeister des Deutschen Ordens und Führer von dessen Flotte

### K
- Kampferbeck, Johann, Unteradmiral der Lübecker Flotte
- Karpfanger, Berent Jakobsen (1622–1683), Hamburger Convoykapitän 1674
- Kaske, Thomas (?), Flottenführer der Wendischen Städte der Hanse 1532–1535
- Klever, Albrecht (?−1565), Führer der Lübecker Flotte
- Knebel, Friedrich († 1574), Führer der Lübecker Flotte
- Koel, Ditmar, 1536 Führer der Hamburgischen Flotte
- Krispin, Johan, Führer der Lübecker Flotte 1400
- Krul, Ludwig († 1431), Führer der Lübecker Flotte

### L
- Langhe, Hermann, Führer der Hamburger Flotte 1400
- Lüneburg, Johann (um 1385 – 1461), Führer der Lübecker Flotte

### M
- Mansfeld, Philipp von (1589–1657), Führer von Wallensteins kaiserlicher Flotte in der Ostsee
- Marinsen, Claus, Hamburger Convoykapitän 1690
- Messmann, Hermann (auch Maßmann) (ca. 1455–1515), Führer der Lübecker Flotte
- Meyer, Marx († 1536), Führer der Lübecker Flotte

### N
- Nanne, Johan, Führer der Hamburger Flotte 1400

### O
- Odingborg, Gerhard (?), Führer der Lübecker Flotte („Omeral“) 1531–1535
- Österreich, Johann von (1547–1578)

### P
- Pfalz, Moritz von der (1621–1652), Vizeadmiral
- von der Pfalz, Ruprecht, Duke of Cumberland (1619–1682), Lord High Admiral
- Pfirt, Johann von, Führer der Flotte des Deutschen Ordens 1398
- Plönnies, Hermann († 1533), Führer der Lübecker Flotte

### R
- Raes, Cornelis (auch Reers), kurbrandenburgischer Geschwaderchef 1680/1
- Rentelen, Christian von († 1. Juni 1431), Lübecker Flottenbefehlshaber 1427
- Rentelen, Henning von (auch Henningh van Ritelen) (ca. 1360–1406), Führer der Lübecker Flotte

### S
- Sarnow, Karsten († 1393), Stralsunder Flottenführer
- Schreye, Albert, Führer der Hamburger Flotte 1400
- Schocke, Nikolaus, Führer der Hamburger Flotte 1400
- Schröder, Georg, Hamburger Convoykapitän 1711 (Sohn des Michel Schröder)
- Schröder, Michel, Hamburger Convoykapitän 1688
- Schröder, Peter, Hamburger Convoykapitän 1702
- Johann Sengestake, Führer der Lübecker Flotte
- Soltwedel, Alexander von (* wohl vor 1240; † ca. 1291), Führer der Lübecker Flotte[A 1]
- Steen, Tidemann († 1441), Führer der Lübecker Flotte
- Stiten, Heinrich von († 1484), Führer der Lübecker Flotte
- Swerting, Simon (vor 1340 – 1388), Führer der Lübecker Flotte

### T
- Tamm, Caspar (1629–1700), Hamburger Convoykapitän 1685
- Tamm, Martin (1680–1745), Hamburger Convoykapitän 1704 (Sohn des Caspar Tamm)[1]
- Thünen, Ditmar von († 1432), Führer der Lübecker Flotte
- Tidemann, Mattheus († 1579), 1567–1569 Führer der Lübecker Flotte
- Tinnappel, Bartholomeus (auch Bartholomäus Tinnapfel) († 1566), Führer der Lübecker Flotte

### U
- Utrecht, Simon von († 1437), Führer der Hamburger Flotte

### W
- Wallenstein, Albrecht Wenzel Eusebius von (1583–1634), kaiserlicher Feldherr und General des Ozeanischen und Baltischen Meeres
- Warendorp, Bruno von († 1369), Führer der Lübecker Flotte
- Westphal, Hermann († 1433), Führer der Lübecker Flotte 1429
- Wickede, Johann von, 1570 Führer der Lübecker Flotte
- Wittenborg, Johann (1321–1363), Führer der Lübecker Flotte
- Wolders, Lüder, Führer der Bremer Flotte 1400
- Wolters, Cordt († 1591), Unteradmiral der Lübecker Flotte, überlebte den Untergang des Lübecker Admiralsschiffs 1566 vor Gotland
- Wulflam, Wulfhard († 1409)

## 1801 bis 1870
Admirale im Dienst von Staaten des Deutschen Bundes, der Reichsflotte der deutschen Zentralgewalt und des Norddeutschen Bundes:
- Brommy, Karl Rudolf (1804–1860), Konteradmiral
- Dahlerup, Hans Birch (1790–1872), Vizeadmiral
- Donner, Johann Otto (1808–1873), Konteradmiral
- Fautz, Ludwig von (1811–1880), Vizeadmiral
- Hessen-Philippsthal-Barchfeld, Wilhelm von (1831–1890), Konteradmiral
- Jachmann, Eduard von (1822–1887), Vizeadmiral
- Kuhn, Hans (1824–1891), Konteradmiral
- Österreich, Ferdinand Maximilian Joseph Maria von (1832–1867), Vizeadmiral
- Preußen, Prinz Adalbert von (1811–1873), Admiral
- Schröder, Jan (1800–1885), Konteradmiral
- Sundevall, Henrik Ludvig (1814–1884), Konteradmiral
- Tegetthoff, Wilhelm von (1827–1871), Admiral
- Wüllerstorf-Urbair, Bernhard von (1816–1883), Vizeadmiral

## 1871 bis 1918

### A
- Ahlefeld, Hunold von (1851–1919), Vizeadmiral
- Ahlert, Georg (1867–1963), Konteradmiral
- Alberts, Hermann (1865–1946), Vizeadmiral
- Ammon, Georg von (1869–1937), Vizeadmiral
- Arnim, Volkmar von (1847–1923), Admiral
- Aschenborn, Richard (1848–1935), Vizeadmiral
- Ascher, Karl (1851–1940), Konteradmiral
- Aschmann, Ernst (1848–1910), Konteradmiral

### B
- Bachem, Max (1855–1917), Konteradmiral
- Bachmann, Gustav (1860–1943), Admiral
- Barandon, Carl (1844–1914), Vizeadmiral
- Basse, Max von (1854–1940), Vizeadmiral
- Bassewitz, Joachim Adolph von (1859–1918), Konteradmiral
- Batsch, Karl Ferdinand (1831–1898), Vizeadmiral
- Baudissin, Friedrich Graf von (1852–1921), Admiral
- Becker, Gottlieb (1852–1910), Konteradmiral
- Becker, Wilhelm (1860–1933), Konteradmiral
- Begas, Alfred (1866–1938), Vizeadmiral
- Behm, Karl (1864–1919), Konteradmiral
- Behncke, Paul (1866–1937), Admiral
- Behring, Ehler (1865–1918), Konteradmiral
- Bendemann, Emil Felix von (1848–1915), Admiral
- Berger, Adolph Wilhelm (1829–1898), Vizeadmiral
- Bertram, Ferdinand (1868–1941), Konteradmiral
- Bertram, Wilhelm (1865–1959), Konteradmiral
- Blanc, Louis von (1832–1903), Admiral
- Bodenhausen, Conrad von (1848–1938), Vizeadmiral
- Boedicker, Friedrich (1866–1944), Vizeadmiral
- Boeters, Oscar (1848–1912), Konteradmiral
- Bonte, Paul (1862–1940), Marine-Generalstabsarzt
- Borckenhagen, Ludwig (1850–1917), Admiral
- Braune, Rudolf (1845–1909), Marinegeneralarzt
- Bredow, Joachim von (1858–1914), Konteradmiral
- Breusing, Alfred (1853–1914), Admiral
- Bruch, Ludwig (1857–1943), Konteradmiral
- Brussatis, Reinhold (1855–1928), Konteradmiral
- Büchsel, Wilhelm (1848–1920), Admiral
- Bülow, Friedrich von (1870–1929), Konteradmiral

### C
- Caprivi, Leo von (1831–1899), Vizeadmiral
- Capelle, Eduard von (1855–1931), Admiral
- Coerper, Carl von (1854–1942), Admiral
- Cotzhausen, Hugo von (1863–1947), Konteradmiral
- Credner, Ernst (1851–1938), Konteradmiral

### D
- Dähnhardt, Harald (1863–1944), Vizeadmiral
- Dalwigk zu Lichtenfels, Gottfried Freiherr von (1868–1936), Vizeadmiral
- Dambrowski, Hans von (1861–1938), Vizeadmiral
- Dassel, Hartwig von (1861–1933), Konteradmiral
- Deinhard, Karl August (1842–1892), Vizeadmiral
- Derzewski, Carl (1855–1914), Konteradmiral
- Dick, Karl (1858–1928), Admiral
- Diederichs, Otto von (1843–1918), Admiral
- Diederichsen, Otto (1850–1925), Vizeadmiral
- Dietert, Conrad (1844–1906), Konteradmiral
- Dirksen, Eduard (1860–1927), Marineobergeneralarzt
- Drachenberg, Moritz Ernst von (1858–1937), Konteradmiral
- Dresky, Erich von (1850–1918), Vizeadmiral

### E
- Eckermann, Richard (1862–1916), Vizeadmiral
- Ehrlich, Alfred (1854–1926), Vizeadmiral
- Eickstedt, Rudolf von (1852–1925), Admiral
- Eisendecher, Karl von (1841–1934), Vizeadmiral
- Elste, Otto (1854–1918), Marinegeneralarzt
- Emsmann, Hugo (1857–1933), Konteradmiral
- Engel, Richard (1866–1954), Vizeadmiral
- Engel, Rudolf (1857–1937), Konteradmiral
- Erdmann, Georg (1860–1943), Marineobergeneralarzt

### F
- Faber, Walther (1888–1945), Konteradmiral
- Feldt, Constanz (1867–1942), Konteradmiral
- Fischel, Max von (1850–1929), Admiral
- Fischer, Andreas (1872–1946), Konteradmiral
- Flichtenhöfer, Otto (1851–1915), Konteradmiral
- Fonseca-Wollheim, Hermann da (1851–1938), Konteradmiral
- Foss, Max (1850–1939), Konteradmiral
- Frantzius, Ernst von (1850–1910), Konteradmiral
- Franz, Carl (1855–1919), Konteradmiral
- Friedrich, Carl (1855–1918), Konteradmiral
- Fritze, Ernst (1850–1941), Admiral
- Fuchs, Theodor (1868–1942), Konteradmiral
- Funke, Felix (1865–1932), Vizeadmiral

### G
- Gädeke, Friedrich (1866–1935), Vizeadmiral
- Galster, Karl Paul Hans (1851–1931), Vizeadmiral
- Galster, Karl Friedrich Gustav Max (1852–1928), Konteradmiral
- Geißler, Richard von (1848–1922), Vizeadmiral
- Gerdes, Gerhard (1861–1941), Admiral
- Glatzel, Ludwig (1861–1938), Konteradmiral
- Goette, Ernst (1869–1945), Konteradmiral
- Goetz, Adolf (1852–1916), Vizeadmiral
- Goltz, Max von der (1838–1906), Admiral
- Grapow, Max von (1861–1924), Admiral
- Grumme-Douglas, Ferdinand von (1860–1937), Konteradmiral
- Gruner, Alfred (1850–1917), Konteradmiral
- Gudden, Oscar (1862–1944), Marinegeneralarzt
- Gühler, Erich (1859–1911), Konteradmiral
- Gülich, Ernst (1853–1920), Vizeadmiral
- Gutschow, Hermann (1843–1903), Marinegeneralarzt

### H
- Hacke, Friedrich Graf von (1841–1897), Konteradmiral
- Hahn, Max (1870–1944), Konteradmiral
- Hartog, Johannes (1867–1947), Konteradmiral
- Hebbinghaus, Georg (1866–1944), Vizeadmiral
- Heeringen, August von (1855–1927), Admiral
- Heldt, Eduard (1818–1885), Konteradmiral
- Helferich, Heinrich (1851–1945), Marinegeneralarzt im Rang eines Konteradmirals und Geheimer Medizinalrat
- Henk, Ludwig von (1820–1894), Vizeadmiral
- Henkel-Gebhardi, Konrad von (1860–1923), Admiral
- Herbig, Otto (1843–1909), Konteradmiral
- Hering, Carl (1868–1948), Konteradmiral
- Herz, Alfred (1850–1936), Konteradmiral
- Hessner, Max (1850–1925), Konteradmiral
- Heuser, Karl (1867–1942), Konteradmiral
- Heusner, Karl Eduard (1843–1891), Vizeadmiral
- Hintze, Paul von (1864–1941), Konteradmiral
- Hippel, Horst von (1865–1920), Konteradmiral
- Hipper, Franz von (1863–1932), Admiral
- Höpfner, Wilhelm (1868–1951), Konteradmiral
- Hoepner, Otto (1856–1927), Konteradmiral
- Hoffmann, Fritz (1861–1918), Konteradmiral
- Hoffmann, Paul Gottfried (1846–1917), Vizeadmiral
- Hofmeier, Paul (1850–1918), Konteradmiral
- Holleben, Franz von (1863–1938), Vizeadmiral
- Hollen, Georg von (1845–1900), Vizeadmiral
- Hollmann, Friedrich von (1842–1913), Admiral
- Holtzendorff, Henning von (1853–1919), Admiral
- Hopman, Albert (1865–1942), Vizeadmiral
- Hornung, Richard (1850–1905), Konteradmiral

### I
- Ingenohl, Friedrich von (1857–1933), Admiral

### J
- Jachmann, Siegfried von (1867–1945), Konteradmiral[A 2]
- Jacobsen, Hermann (1859–1943), Admiral
- Jacobsen, Leo (1862–1954), Vizeadmiral
- Janke, Georg (1856–1919), Konteradmiral
- Jasper, Gisberth (1865–1953), Vizeadmiral
- Josephi, Adolph (1859–1919), Konteradmiral

### K
- Kalau vom Hofe, Curt (1850–1936), Konteradmiral
- Kalau vom Hofe, Eugen (1856–1935), Konteradmiral
- Kall, Philipp von (1840–1899), Vizeadmiral
- Karcher, Guido (1844–1905), Admiral
- Karpf, Johannes von (1867–1941), Konteradmiral
- Keyserlingk, Walter Freiherr von (1869–1946), Vizeadmiral
- Kinderling, Franz (1820–1895), Vizeadmiral
- Kinderling, Hugo (1860–1943), Vizeadmiral
- Kindt, Wilhelm (1854–1929), Vizeadmiral
- Kirchhoff, Hermann (1851–1932), Vizeadmiral und Marinehistoriker
- Klatt, Gustav (1823–1898), Vizeadmiral
- Klausa, Oscar (1849–1907), Konteradmiral
- Knorr, Eduard von (1840–1920), Admiral
- Koch, Reinhard (1861–1939), Admiral
- Koch, Walther (1848–1917), Konteradmiral
- Köhler, Heinrich (1824–1882), Konteradmiral
- Koellner, Leopold (1852–1937), Konteradmiral
- Koenig, Harry (1858–1946), Marineobergeneralarzt
- Koester, Hans von (1844–1928), Großadmiral
- Kraft, Hugo (1866–1925), Vizeadmiral
- Krosigk, Günther von (1860–1938), Admiral
- Kühlwetter, Friedrich von (1865–1931), Konteradmiral
- Kühne, Heinrich (1838–1926), Vizeadmiral
- Kühne, Robert (1868–1947), Vizeadmiral
- Küsel, Hans (1870–1951), Konteradmiral
- Kutter, William (1863–1941), Konteradmiral
- Kyckbusch, Franz von (1844–1896), Konteradmiral

### L
- Lange, Richard (1868–1939), Konteradmiral
- Lans, Wilhelm von (1861–1947), Admiral
- Lilie, Hermann (1856–1938), Konteradmiral
- Livonius, Otto (1829–1917), Vizeadmiral
- Lübbert, Ulrich (1867–1945), Konteradmiral
- Lyncker, Emil von (1849–1931), Konteradmiral

### M
- Maaß, Leberecht (1863–1914), Konteradmiral
- MacLean, Archibald (1832–1884), Konteradmiral
- Maltzahn, Curt von (1849–1930), Vizeadmiral
- Mandt, Otto (1858–1919), Konteradmiral
- Mann, Ernst Karl August Klemens von (1864–1934), Vizeadmiral
- Marwede, Friedrich (* 1862), Konteradmiral
- Mauve, Franz (1864–1931), Vizeadmiral
- Meier, Johannes (1860–1939), Konteradmiral
- Mensing, Franz (1843–1911), Vizeadmiral
- Merten, Johannes (1857–1926), Vizeadmiral
- Meurer, Alexander (1862–1948), Vizeadmiral
- Meurer, Hugo (1869–1960), Vizeadmiral
- Meyer, Hans (1855–1918), Konteradmiral
- Mischke, Robert (1865–1932), Vizeadmiral
- Moltke, Heinrich Graf von (1854–1922), Vizeadmiral
- Monts, Alexander Graf von (1832–1889), Vizeadmiral
- Müller, Georg Alexander von (1854–1940), Admiral
- Musculus, Friedrich (1862–1942), Konteradmiral

### N
- Nickel, Johannes (1858–1945), Konteradmiral
- Nordmann-Burgau, Hermann (1868–1933), Vizeadmiral

### O
- Oldekop, Iwan Friedrich Julius (1844–1936), Vizeadmiral
- Oldenburg, Friedrich August II. Großherzog von (1852–1931), Admiral

### P
- Paschen, Adolf (1856–1925), Vizeadmiral
- Paschen, Carl (1857–1923), Konteradmiral
- Paschen, Karl Heinrich Theodor (1835–1911), Admiral
- Pawelsz, Friedrich von (1844–1905), Vizeadmiral
- Petruschky, Albertus (1866–1943), Konteradmiral
- Pieper, Waldemar (1871–1945), Konteradmiral
- Piraly, Max (1848–1917), Konteradmiral
- Pirner, Johann-Heinrich (1834–1908), Vizeadmiral
- Plachte, Hugo (1853–1930), Konteradmiral
- Platen-Hallermund, Oskar Graf von (1865–1957), Vizeadmiral
- Plüddemann, Max (1846–1910), Konteradmiral
- Pohl, Hugo von (1855–1916), Vizeadmiral
- Preußen, Heinrich von (1862–1929), Großadmiral
- Preußen, Wilhelm von (1859–1941), Großadmiral
- Prittwitz und Gaffron, Curt von (1849–1922), Admiral
- Prowe, Max (1858–1936), Konteradmiral
- Przewisinski, Hermann Robert (1831–1902), Konteradmiral

### Q
- Quaet-Faslem, Hans (1874–1941), Konteradmiral

### R
- Rampold, Paul (1860–1926), Konteradmiral
- Rebeur-Paschwitz, Hubert von (1863–1933), Vizeadmiral
- Recke, Johannes (1862–1946), Konteradmiral
- Reclam, Victor (1871–1946), Konteradmiral
- Redlich, Johannes (1866–1925), Konteradmiral
- Reibnitz, Paul von (1838–1900), Vizeadmiral
- Reiche, Ernst von (1840–1912), Vizeadmiral
- Reuter, Ludwig von (1869–1943), Admiral
- Riedel, Louis (1849–1907), Konteradmiral
- Rieve, Johannes (1862–1911), Konteradmiral
- Rittmeyer, Rudolf (1850–1914), Konteradmiral
- Rösing, Bernhard (1869–1947), Vizeadmiral
- Rössing, Kurt Freiherr von (1868–1942), Vizeadmiral
- Rötger, Fritz (1848–1913), Konteradmiral
- Rollmann, Max (1857–1942), Admiral und Gouverneur von Kiautschou
- Ruge, Reinhold (1862–1936), Marineobergeneralarzt
- Runkwitz, Johannes (1859–1916), Marineobergeneralarzt[2]

### S
- Sack, Hans (1848–1924), Vizeadmiral
- Sarnow, Georg (1850–1935), Konteradmiral
- Sass, Heinrich (1859–1941), Vizeadmiral
- Schack, Wilhelm (1860–1920), Vizeadmiral
- Schack von Wittenau-Danckelmann, Arthur Graf (1839–1892), Konteradmiral
- Schaumann, Carl (1865–1938), Vizeadmiral
- Scheder, Georg (1853–1938), Konteradmiral
- Scheer, Reinhard (1863–1928), Admiral
- Scheibel, Georg Friedrich (1858–1943), Konteradmiral
- Scheidt, Georg (1865–1943), Vizeadmiral
- Schering, Rudolf (1843–1901), Vizeadmiral
- Schimmelmann, Malte von Freiherr (1859–1916), Vizeadmiral
- Schleinitz, Georg von (1834–1910), Vizeadmiral
- Schlieper, Paul (1864–1950), Konteradmiral
- Schmidt, Ehrhard (1863–1946), Admiral
- Schmidt, Gustav (1851–1931), Admiral
- Schmidt, Paul (1856–1921), Generalstabsarzt, Vizeadmiral
- Schmidt von Schwind, Herwarth (1866–1941), Vizeadmiral
- Schönfelder, Carl (1859–1941), Konteradmiral
- Schönfelder, Victor (1856–1931), Konteradmiral
- Scholtz, Rudolf (* 1868), Marinegeneralarzt
- Schrader, Friedrich (1865–1937), Vizeadmiral
- Schröder, August Ludwig von (1854–1933), Admiral
- Schröder, Hermann (1868–1946), Konteradmiral[A 3]
- Schröder, Johannes (1858–1933), Vizeadmiral
- Schröder, Wilhelm (1842–1908), Vizeadmiral
- Schuckmann, Hugo von (1848–1931), Vizeadmiral
- Schuckmann, Oskar von (1851–1920), Konteradmiral
- Schulze, Max (1845–1910), Konteradmiral
- Schütz, Christian (1861–1915), Vizeadmiral
- Seckendorff, Albert Freiherr von (1849–1921), Vizeadmiral
- Semmern, Ernst van (1860–1911), Konteradmiral
- Senden-Bibran, Gustav von (1847–1909), Admiral
- Siegel, Rudolf (1852–1912), Vizeadmiral
- Sievers, Karl (1868–1940), Konteradmiral
- Sommerwerck, Fritz (1857–1914), Konteradmiral
- Souchon, Wilhelm (1864–1946), Vizeadmiral
- Spee, Maximilian von Graf (1861–1914), Vizeadmiral
- Stein, Johannes (1852–1924), Konteradmiral
- Steinberg-Skirbs, August von (1816–1888), Generalarzt der Marine
- Stempel, Gustav (1838–1915), Konteradmiral
- Stenzel, Alfred (1832–1906), Konteradmiral
- Sthamer, Wilhelm (1864–1934), Vizeadmiral
- Stiege, Oscar (1852–1932), Konteradmiral
- Stosch, Albrecht von (1818–1896), General der Infanterie und Admiral
- Strauch, Franz (1846–1928), Konteradmiral
- Stromeyer, Heinrich (1862–1922), Konteradmiral
- Stubenrauch, Felix (1850–1931), Konteradmiral

### T
- Tapken, Arthur (1864–1945), Vizeadmiral
- Thiele, Adolf (1853–1941), Konteradmiral
- Thiele, August (1893–1981), Vizeadmiral
- Thiele, August Carl (1852–1912), Konteradmiral
- Thomsen, August von (1846–1920), Admiral
- Thyen, Ferdinand (1866–1939), Konteradmiral
- Tirpitz, Alfred von (1849–1930), Großadmiral
- Trotha, Adolf von (1868–1940), Admiral
- Trummler, Konrad (1864–1936), Vizeadmiral
- Truppel, Oskar von (1854–1931), Admiral

### U
- Usedom, Guido von (1854–1925), Admiral
- Uthemann, Walther (1863–1944), Generalstabsarzt der Marine

### V
- Valois, Victor (1841–1924), Vizeadmiral
- Varrentrapp, Eduard (1869–1928), Konteradmiral
- Vüllers, Friedrich (1850–1918), Konteradmiral

### W
- Waldersee, Franz von Graf (1835–1903), Vizeadmiral
- Wallmann, Johannes (1852–1935), Konteradmiral
- Weber, Eugen (1860–1929), Konteradmiral
- Wedding, Karl (1867–1952), Vizeadmiral
- Wenzel, Carl (1831–1903), Generalarzt der Marine
- Werner, Bartholomäus von (1842–1924), Konteradmiral
- Werner, Reinhold von (1825–1909), Vizeadmiral
- Wickede, Wilhelm von (1830–1895), Vizeadmiral
- Wietersheim, Friedrich von (1849–1906), Konteradmiral
- Wilbrandt, Karl (1864–1928), Vizeadmiral
- Wilken, Max (1862–1925), Konteradmiral
- Winkler, Raimund (1855–1941), Vizeadmiral
- Witschel, Max (1863–1916), Konteradmiral
- Wodrig, Carl (1851–1939), Vizeadmiral
- Wülfing von Ditten, Paul (1880–1953), Vizeadmiral
- Wurmbach, Otto (1864–1940), Vizeadmiral
- Wuthmann, Georg (1863–1940), Konteradmiral

### Z
- Zeye, Hugo (1852–1909), Vizeadmiral
- Zimmermann, Karl (1863–1916), Konteradmiral
- Zirzow, Paul (1838–1912), Konteradmiral

## 1919 bis 1945

### A
- Ackermann, Richard (1869–1930), Konteradmiral
- Adam, Max (1894–1978), Konteradmiral (Ing.)
- Adelung, Wilhelm (1867–1938), Konteradmiral
- Albrecht, Conrad (1880–1969), Generaladmiral
- Ahrens, Eberhard (1892–1945), Admiralarzt
- Ancker, Heinrich (1886–1960), Vizeadmiral
- Arnauld de la Perière, Lothar von (1886–1941), Vizeadmiral
- Arnswaldt, Wolff-Ehrenreich von (1898–1972), Konteradmiral
- Arps, Theodor (1884–1947), Vizeadmiral
- Aßmann, Kurt (1883–1962), Vizeadmiral

### B
- Bachmann, Johannes (1890–1945), Admiral
- Back, Otto (1864–1943), Vizeadmiral
- Backenköhler, Otto (1892–1967), Admiral
- Baltzer, Martin (1898–1971), Vizeadmiral
- Bartels, Rudolf (1871–1946), Konteradmiral
- Bartenbach, Karl (1881–1949), Vizeadmiral
- Bastian, Max (1883–1958), Admiral
- Batsch, Ernst (1879–1948), Konteradmiral
- Bauer, Hermann (1875–1958), Admiral
- Bechtel, Otto (1868–1939), Konteradmiral
- Becker, Paul (1881–1963), Admiralrichter
- Behmer, Hans (1865–1926), Marinegeneralstabsarzt
- Behncke, Friedrich (1869–1957), Konteradmiral
- Benda, Hanns (1877–1951), Admiral/Admiraloberstabsintendant
- Bender, Waldemar (1885–1950), Konteradmiral
- Bene, Hans (1872–1943), Konteradmiral
- Berendt, Walter (1878–1978), Konteradmiral (Ing.)
- Berndt, Paul (1879–1941), Vizeadmiral (Ing.)
- Betche, Wilhelm (1879–1941), Konteradmiral (Ing.)
- Bettenhäuser, Werner (1886–1959), Vizeadmiral (Ing.)
- Bey, Erich (1898–1943), Konteradmiral
- Bier, August (1861–1949), Marinegeneralarzt
- Bindseil, Ernst (1880–1947), Konteradmiral
- Bobsien, Bernhard (1878–1934), Konteradmiral
- Bodecker, Karl von (1875–1957), Konteradmiral
- Boehm, Hermann (1884–1972), Generaladmiral
- Böhmer, Kurt (1892–1944), Konteradmiral
- Böning, August (1891–1964), Konteradmiral
- Böse, Ernst (1868–1949), Marinegeneralstabsarzt
- Boethke, Paul (1872–1964), Konteradmiral
- Bonin, Reimar von (1890–1976), Konteradmiral
- Bonte, Friedrich (1896–1940), Kommodore
- Borne, Kurt von dem (1885–1946), Vizeadmiral
- Brachmann, Johannes (1867–1941), Marinegeneraloberstabsarzt
- Brahms, Wilhelm (1880–1966), Admiralarzt
- Brandes, Iwan (1882–1935), Konteradmiral
- Braune, Friedrich (1889–1971), Konteradmiral
- Bredow, Hasso von (1883–1966), Konteradmiral
- Bredow, Hermann von (1893–1954), Konteradmiral
- Breuning, Erich Alfred (1897–1978), Konteradmiral
- Brinkmann, Helmuth (1895–1983), Vizeadmiral
- Brüninghaus, Franz Willi (1870–1951), Konteradmiral
- Brutzer, Friedrich (1879–1958), Vizeadmiral
- Bucholz, Wilhelm (1896–1955), Admiralrichter
- Bürkner, Leopold (1894–1975), Vizeadmiral
- Bütow, Hans (1894–1974), Konteradmiral
- Burchardi, Theodor (1892–1983), Admiral
- Busse, Wilhelm (1878–1965), Konteradmiral

### C
- Caanitz, Hugo (1895–1968), Admiralarzt
- Canaris, Wilhelm (1887–1945), Admiral
- Carls, Rolf (1885–1945), Generaladmiral
- Claassen, Franz (1881–1945), Konteradmiral z.V.
- Claaßen, Siegfried (1884–1951), Konteradmiral z.V.
- Claussen, Carl August (1881–1968), Konteradmiral
- Ciliax, Otto (1891–1964), Admiral
- Conrad, Fritz (1883–1944), Konteradmiral
- Coupette, Karl (1885–1964), Konteradmiral

### D
- Densch, Hermann (1887–1963), Admiral
- Dittmer, Richard (1840–1925), Konteradmiral
- Dönitz, Karl (1891–1980), Großadmiral
- Dominik, Hugo (1871–1933), Vizeadmiral
- Donner, Peter Christian (1881–1944), Konteradmiral
- Dose, Walter (1886–1970), Konteradmiral
- Dütschke, Kurt (1892–1955), Admiralarzt

### E
- Eberius, Hans (1870–1950), Konteradmiral
- Ehrhardt, Werner (1898–1967), Konteradmiral
- Eichel, Eduard (1880–1956), Vizeadmiral
- Engel, Siegfried (1892–1976), Konteradmiral
- Engelhardt, Conrad (1898–1973), Konteradmiral
- Engelhardt, Walter (1867–1943), Vizeadmiral
- Erler, Hans (1874–1958), Konteradmiral
- Eschenburg, Theodor (1876–1968), Konteradmiral
- Evers, Alois (1893–1965), Admiralarzt
- Ewers, Ernst (1873–1940), Konteradmiral
- Eyerich, Karl (1886–1971), Admiralarzt
- Eyssen, Robert (1892–1960), Konteradmiral

### F
- Faber, Walther (1888–1945), Konteradmiral
- Fanger, Paul (1889–1945), Admiral
- Fechter, Hans (1885–1955), Admiral (Ing.)
- Feige, Otto (1882–1951), Admiral
- Fein, Otto (1895–1953), Konteradmiral
- Feldbausch, Hans (1891–1985), Konteradmiral
- Feldmann, Karl (1875–1963), Konteradmiral
- Fikentscher, Alfred (1888–1979), Admiraloberstabsarzt
- Fischel, Hermann von (1887–1950), Admiral
- von Fischer-Loßainen, Reinhold (1870–1940), Konteradmiral
- Fleischer, Friedrich-Wilhelm (1890–1952), Admiral
- Förste, Erich (1892–1963), Admiral
- Foerster, Günther von (1864–1938), Marinegeneralarzt, als Marinegeneralstabsarzt charakterisiert
- Foerster, Richard (1879–1952), Admiral
- Forst, Günther von der (1897–1982), Konteradmiral
- Franz, Walther (1880–1956), Vizeadmiral
- Frey, Theodor (1869–1945), Konteradmiral
- Freyberg-Eisenberg-Allmendingen, Albrecht Freiherr von (1876–1943), Vizeadmiral
- Freymandl, Josef (1864–1951), Marineobergeneralarzt
- Fricke, Kurt (1889–1945), Admiral
- Fricke, Otto (1894–1966), Konteradmiral
- Friedeburg, Hans-Georg von (1895–1945), Generaladmiral
- Friedrich, Ernst (1874–1957), Vizeadmiral (Ing.)
- Frisius, Friedrich (1895–1970), Vizeadmiral
- Fröhlich Walter (1893–1969), Vizeadmiral (Ing.)
- Fuchs, Werner (1891–1976), Admiral
- Fürbringer, Werner (1888–1982), Konteradmiral

### G
- Gadow, Hans-Joachim (1898–1978), Konteradmiral
- Gadow, Reinhold (1882–1945), Konteradmiral
- Gagern, Ernst Freiherr von (1878–1954), Admiral
- Gayer, Albert (1881–1930), Konteradmiral
- Gebhardt, Heinrich (1885–1939), Konteradmiral
- Genske, Wilhelm (1885–1958), Konteradmiral (Ing.)
- Gerlach, Arthur (1890–1968), Konteradmiral (Ing.)
- Gerlach, Joachim von (1895–1979), Konteradmiral
- Gladisch, Walter (1882–1954), Admiral
- Gleitsmann, Hanns (1877–1935), Marine-Generalarzt
- Godt, Eberhard (1900–1995), Konteradmiral
- Goehle, Herbert (1878–1947), Konteradmiral
- Goette, Walther (1894–1959), Admiralarzt
- Götting, Friedrich (1886–1946), Vizeadmiral
- von Goetze, Eberhard (1893–1977), Konteradmiral
- Goetze, Wilhelm (1873–1954), Konteradmiral
- Gohren, Lothar von (1874–1923), Konteradmiral
- Graßhoff, Kurt (1869–1952), Konteradmiral
- Grassmann, Werner (1888–1943), Vizeadmiral
- Grauer, Wilibald (1869–1925), Konteradmiral
- Greul, Emil (1895–1993), Admiralstabsarzt
- Groos, Otto (1882–1970), Admiral
- Grube, Helmut (1893–1978), Konteradmiral (Ing.)
- Gudden, Oscar (1862–1944), Marinegeneralstabsarzt
- Guse, Günther (1886–1953), Admiral
- Gutjahr, Karl-Otto (1895–1975), Konteradmiral
- Gygas, Hans (1872–1963), Konteradmiral

### H
- Haeker, Erich (1886–1958), Konteradmiral
- Halwe, Ernst (1886–1961), Konteradmiral (Ing.)
- Hamelau, Hans (1886–1961), Konteradmiral (W)
- Hanke, Heinrich (1890–1945), Vizeadmiral
- Hansen, Gottfried (1881–1976), Admiral
- Harder, Victor (1870–1933), Konteradmiral
- Hargues, Werner d' (1890–1972), Admiralarzt
- Hartmann, Hans (1897–1976), Konteradmiral
- Hass, Gustav (1872–1932), Konteradmiral
- Haxthausen, Wilhelm von (1874–1936), Konteradmiral
- Heim, Hellmut (1900–1986), Admiralarzt
- Heimberg, Julius (1897–1975), Konteradmiral (Ing.)
- Heimburg, Heino von (1889–1945), Vizeadmiral
- Heinecke, Oskar (1878–1945), Konteradmiral
- Heinrich, Paul (1871–1927), Konteradmiral
- Heinze, Walter (1878–1948), Konteradmiral (Ing.)
- Hennecke, Walter (1897–1984), Konteradmiral
- Hennig, Heinz von (1883–1947), Konteradmiral
- Henning, Hans (1895–1948), Konteradmiral
- Henrici, Reinhold (1890–1948), Konteradmiral
- Hermann, Friedrich (1880–1937), Konteradmiral
- Hermann, Willy (1881–1944), Konteradmiral
- Herr, Hans (1871–1936), Konteradmiral
- Heusinger von Waldegg, Emil (1880–1966), Admiral
- Heydel, Eberhard (1872–1926), Konteradmiral
- Heyden, Erich (1879–1948), Konteradmiral
- Heye, Hellmuth (1895–1970), Vizeadmiral
- Hilbig, Friedrich (1874–1960), Konteradmiral (Ing.)
- Hildebrand, Walter (1873–1923), Konteradmiral
- Hintzmann, Ernst (1880–1951), Konteradmiral
- Hirth, Waldemar (1884–1963), Konteradmiral
- Hönicke, Paul (1883–1963), Konteradmiral
- Hoffmann, Karl (1895–1945), Konteradmiral
- Hoffmann, Kurt Caesar (1895–1988), Vizeadmiral
- Hohnhorst, Ludolf von (1899–1978), Konteradmiral
- Hollweg, Carl (1867–1932), Vizeadmiral
- Holzhauer, Eduard (1852–1936), Vizeadmiral
- Hormel, Otto (1886–1971), Admiral
- Horn, Johannes (1872–1945), Konteradmiral
- Hornhardt, Karl von (1872–1958), Konteradmiral
- Horstmann, Günther (1894–1993), Konteradmiral
- Hosemann, Martin (1876–1928), Vizeadmiral
- Hüffmeier, Friedrich (1898–1972), Vizeadmiral

### I
- Isendahl, Walter (1872–1945), Konteradmiral

### J
- Jewinski, Richard (1887–1984), Konteradmiral
- Johannesson, Rolf (1900–1989), Konteradmiral
- Johannsen, Wilhelm (1894–1956), Konteradmiral (Ing.)
- Junker, Rudolf (1895–1980), Konteradmiral
- Junkermann, Ernst (1881–1944), Vizeadmiral

### K
- Kähler, Otto (1894–1967), Konteradmiral
- Kahlert, Wilhelm (1877–1932), Vizeadmiral
- Kameke, Friedrich von (1870–1921), Konteradmiral
- Kaufmann, Karl (1893–1975), Vizeadmiral (Ing.)
- Kaulhausen, Ludwig (1875–1957), Vizeadmiral
- Kehrhahn, Heinrich (1881–1962), Konteradmiral
- Kettner, Paul (1872–1959), Konteradmiral
- Kienast, Harald (1894–1986), Konteradmiral
- Kienast, Helmuth (1892–1987), Konteradmiral
- Kieseritzky, Gustav (1893–1943), Vizeadmiral
- Kinzel, Walther (1880–1964), Vizeadmiral
- Kirchhoff, Gustav (1863–1945), Konteradmiral
- Kleikamp, Gustav (1896–1952), Vizeadmiral
- Kleine, Georg (1881–1944), Konteradmiral
- Klimpt, Otto (1858–1928), Konteradmiral (Ing.)
- Klitzing, Leberecht von (1872–1945), Konteradmiral
- Kloebe, Friedrich (1869–1932), Konteradmiral
- Klüber, Otto (1895–1953), Konteradmiral
- Klüpfel, Karl (1878–1962), Konteradmiral
- Knobloch, Reinhold (1883–1962), Konteradmiral
- Kober, Waldemar (1898–1955), Konteradmiral (Ing.)
- Koch, Richard (1863–1927), Konteradmiral
- Koehler, Walther (1882–1970), Konteradmiral
- Köthner, Max (1870–1933), Konteradmiral
- Kolbe, Hans (1882–1957), Konteradmiral
- Kopp, Wilhelm (1882–1963), Konteradmiral
- Korreng, Wilhelm (1880–1967), Konteradmiral (Ing.)
- Krafft, Ernst (1885–1954), Konteradmiral
- Kraft, Karl-Adalbert (1892–1943), Admiralarzt
- Krancke, Theodor (1893–1973), Admiral
- Kranzbühler, Otto (1871–1952), Konteradmiral
- Krastel, Walter (1892–1966), Vizeadmiral
- Kratzenberg, Ernst (1896–1984), Konteradmiral
- Krause, Günther (1890–1983), Vizeadmiral
- Krauss, Emil (1883–1949), Admiralarzt
- Krauss, Fritz (1898–1978), Konteradmiral
- Kreisch, Leo (1895–1977), Vizeadmiral
- Krosigk, Wilhelm von (1871–1953), Konteradmiral
- Kühlenthal, Karl (1872–1969), Konteradmiral
- Kühn, Walter (1890–1944), Konteradmiral (Ing.)
- Kühne, Max (1872–1961), Konteradmiral
- Küttner, Hermann (1870–1932), Marineobergeneralarzt und Geheimer Medizinalrat
- Kummetz, Oskar (1891–1980), Generaladmiral
- Kurze, Friedrich-Wilhelm (1891–1945), Vizeadmiral

### L
- Lahs, Rudolf (1880–1954), Konteradmiral
- Lampe, Heinrich (1877–1928), Konteradmiral
- Lamprecht, Fritz (1893–1961), Vizeadmiral
- Lange, Walter (1882–1961), Admiralarzt
- Lange, Werner (1893–1965), Vizeadmiral
- Langemak, Hugo (1869–1937), Vizeadmiral
- Lans, Max (1868–1928), Konteradmiral
- Lans, Otto (1870–1942), Konteradmiral
- Leithäuser, Hans-Paul (1895–1943), Konteradmiral
- Lemke, Franz (1862–1925), Konteradmiral (Ing.)
- Levetzow, Magnus von (1871–1939), Konteradmiral
- Liebetanz, Bernhard (1894–1966), Konteradmiral
- Lietzmann, Joachim (1894–1959), Vizeadmiral
- Lindau, Eugen (1883–1960), Admiral
- Lindenau, Werner (1892–1975), Konteradmiral
- Löhlein, Heinrich (1871–1960), Vizeadmiral
- Loewenfeld, Wilfried von (1879–1946), Vizeadmiral
- Löwisch, Werner (1894–1971), Vizeadmiral
- Lohmann, Walter (1891–1955), Vizeadmiral
- Looff, Max (1874–1954), Vizeadmiral
- Lorenzen, Erich (1896–1945), Admiralrichter
- Lorey, Hermann (1877–1954), Konteradmiral
- Louran, Hugo (1865–1931), Vizeadmiral
- Lucht, Ernst (1896–1975), Konteradmiral
- Lüdecke, Fritz (1873–1931), Konteradmiral
- Lütjens, Günther (1889–1941), Admiral
- Lüttge, Gustav (1890–1964), Vizeadmiral (Ing.)
- Lützow, Friedrich (1881–1964), Vizeadmiral

### M
- Machens, Bruno (1895–1976), Vizeadmiral
- Maertens, Erhard (1891–1945), Vizeadmiral
- Mahrholz, Erich (1879–1969), Konteradmiral
- Mantey, Eberhard von (1869–1940), Vizeadmiral
- Marschall, Wilhelm (1886–1976), Generaladmiral
- Martin, Robert (1864–1929), Marineobergeneralarzt
- Marwitz, Ralf von der (1888–1966), Vizeadmiral
- Massmann, Siegfried (1882–1944), Vizeadmiral
- Matthes, Friedrich (1881–1950), Konteradmiral
- Matthiae, Walter (1880–1960), Vizeadmiral
- Matthies, Wilhelm (1896–1980), Konteradmiral
- Meendsen-Bohlken, Wilhelm (1897–1985), Vizeadmiral
- Meisel, Wilhelm (1893–1974), Admiral
- Meißner, Albrecht (1883–1962), Konteradmiral
- Meixner, Paul (1891–1950), Konteradmiral
- Menche, Heinz-Eduard (1886–1961), Konteradmiral
- Meurer, Hugo (1869–1960), Vizeadmiral
- Meusel, Ernst (1881–1933), Konteradmiral
- Mewis, Raul (1886–1972), Admiral
- Meyer, Hans Karl (1898–1989), Konteradmiral
- Meyer-Waldeck, Alfred (1864–1928), Vizeadmiral
- Michaelis, William (1871–1948), Vizeadmiral
- Michahelles, Hans (1899–1975), Konteradmiral
- Michels, Alexander (1891–1968), Vizeadmiral
- Michelsen, Andreas (1869–1932), Vizeadmiral
- Mirow, Hans (1895–1986), Konteradmiral
- Möller, Adolf (1897–1983), Admiralintendant
- Möller, Hans-Hinrich (1898–1974), Admiralarzt
- Mörsberger, Hermann (1872–1940), Konteradmiral
- Mössel, Wilhelm (1897–1986), Konteradmiral
- Mommsen, Konrad (1871–1946), Vizeadmiral
- Moosauer, Sigmund (1877–1944), Admiraloberstabsarzt
- Mootz, Hermann (1889–1962), Admiral
- Mücke, Willy (1888–1968), Admiralarzt
- Müller, Erich (1895–1967), Konteradmiral
- Müller, Gerhard (1894–1981), Admiralarzt
- Mündel, Harry (1876–1946), Konteradmiral

### N
- Nadler, Fritz (1895–1985), Admiralarzt
- Natzmer, Ernst-Oldwig von (1868–1942), Konteradmiral
- Nerger, Karl-August (1875–1947), Konteradmiral
- Niemand, Fritz (1892–1943), Konteradmiral (Ing.)
- Nobe, Fritz (1880–1945), Admiralstabsintendant
- Nöldeke, Heinrich (1896–1955), Admiralarzt
- Nordeck, Willy von (1888–1956), Admiral
- Nordmann, Heinz (1893–1945), Vizeadmiral

### O
- Obernitz, Moritz von (1869–1958), Konteradmiral
- Oehler, Walther (1888–1968), Konteradmiral
- Oldekop, Iwan Christian Hermann (1878–1942), Admiral
- Orth, Ernst (1870–1941), Konteradmiral

### P
- Packroß, Karl (1891–1949), Vizeadmiral (Ing.)
- Patzig, Conrad (1888–1975), Admiral
- Paul, Oswald (1883–1949), Konteradmiral
- Peters, Hans (1884–1947), Vizeadmiral (Ing.)
- Peters, Max (1888–1961), Konteradmiral (Ing.)
- Peters, Rudolf (1899–1990), Konteradmiral
- Pfeiffer, Adolf (1876–1961), Vizeadmiral
- Pfundheller, Hans (1869–1940), Konteradmiral
- Philipp, Otto (1867–1941), Konteradmiral
- Pillet, Edgar (1877–1959), Admiralarzt
- Pinggéra, Friedrich (1876–1940), Marinegeneralstabsarzt
- Plath, Joachim (1893–1971), Konteradmiral
- Pohl, Friedrich (1868–1950), Konteradmiral
- Posadowsky-Wehner, Harry Graf von (1869–1923), Konteradmiral
- Praefcke, Viktor (1872–1962), Admiralarzt
- Prentzel, Wilhelm (1878–1945), Admiral
- Püllen, Theodor (1871–1931), Vizeadmiral
- Punt, Siegfried (1881–1960), Konteradmiral
- Puttkamer, Karl-Jesko von (1900–1981), Konteradmiral

### Q
- Quaet-Faslem, Hans (1874–1941), Konteradmiral

### R
- Raeder, Erich (1876–1960), Großadmiral
- Ramien, Kurt (1889–1939), Konteradmiral
- Rasmus, Ulrich (1887–1943), Konteradmiral
- Reimer, Georg (1888–1974), Vizeadmiral
- Restorff, Karl von (1871–1946), Konteradmiral
- Retzmann, Heinrich (1872–1959), Konteradmiral
- Reymann, Max (1872–1948), Vizeadmiral
- Rhein, Wilhelm (1887–1964), Konteradmiral
- Riedel, Theodor Heinrich (1889–1939), Konteradmiral
- Riege, Hans-Releff (1892–1941), Admiralarzt
- Richelot, Claudius (1863–1929), Marinegeneralstabsarzt
- Richter, Friedrich (1873–1922), Vizeadmiral
- Riedel, Leo (1884–1946), Konteradmiral
- Rieve, Friedrich (1896–1982), Vizeadmiral
- Rohardt, Heinrich (1871–1945), Konteradmiral
- Rochlitz, Arthur (1882–1958), Konteradmiral
- Rösing, Bernhard (1869–1947), Vizeadmiral
- Rogge, Bernhard (1899–1982), Vizeadmiral der Kriegsmarine, Konteradmiral der Bundesmarine
- Rogge, Maximilian (1866–1940), Vizeadmiral
- Rosenberg, Hugo von (1875–1944), Vizeadmiral
- Rosendahl, Carl (1852–1917), Konteradmiral
- Rothe-Roth, Richard (1898–1972), Konteradmiral
- Rother, Witold (1888–1962), Vizeadmiral
- Rümann, Wilhelm (1881–1946), Konteradmiral
- Ruge, Friedrich (1894–1985), Vizeadmiral
- Ruhfus, Heinrich (1895–1955), Konteradmiral

### S
- Saalwächter, Alfred (1883–1945), Generaladmiral
- Sachße, Fritz bzw. Sachsse, Fritz (1875–1954), Konteradmiral
- Saxer, Ludwig (1869–1957), Konteradmiral
- Schall-Emden, Robin (1893–1946), Vizeadmiral
- Scheer, Werner (1893–1976), Konteradmiral
- Scheffer, Heinz (1896–1977), Konteradmiral (Ing.)
- Schenitzki, Max (1894–1977), Konteradmiral (Ing.)
- Schenk, Otto (1891–1972), Vizeadmiral
- Schepers, Friedrich (1873–1944), Marinegeneralstabsarzt
- Scheurlen, Ernst (1894–1945), Vizeadmiral
- Schickhardt, Heinrich (1885–1944), Konteradmiral
- Schirlitz, Ernst (1893–1978), Vizeadmiral
- Schirmer, Alfred (1892–1975), Vizeadmiral (Ing.)
- Schlicht, Max (1870–1945), Konteradmiral
- Schmidt, Arno (1890–1945), Konteradmiral
- Schmidt, Friedrich Traugott (1899–1944), Konteradmiral
- Schönermark, Werner (1897–1945), Konteradmiral
- Scholtz, Rudolf (* 1868), Marine-Generalstabsarzt
- Schmundt, Hubert (1888–1984), Admiral
- Schniewind, Otto (1887–1964), Generaladmiral
- Schrader, Otto von (1888–1945), Admiral
- Schröder, Ludwig von (1884–1941), Vizeadmiral und General der Flakartillerie
- Schröter, Franz (1883–1933), Konteradmiral
- Schubert, Günther (1898–1974), Konteradmiral
- Schüßler, Adalbert (1887–1970), Vizeadmiral
- Schützler, Adolf (1860–1932), Konteradmiral (Ing.)
- Schulte, Rudolf (1885–1969), Konteradmiral
- Schulte Mönting, Erich (1897–1976), Vizeadmiral
- Schulte-Ostrop, Egon (1886–1968), Admiralarzt
- Schultz, Friedrich (1865–1945), Admiral
- Schultze, Otto (1884–1966), Generaladmiral
- Schulz, Edmund (1877–1961), Konteradmiral
- Schulz, Otto (1900–1974), Konteradmiral
- Schulze, Alfred (1892–1972), Konteradmiral (Ing.)
- Schumacher, Ernst (1881–1952), Konteradmiral
- Schumann, Max (1856–1942), Marineobergeneralarzt
- Schuster, Karlgeorg (1886–1973), Admiral
- Schweinitz und Krain Freiherr von Kauder, Hans-Hermann Graf von (1883–1959), Konteradmiral
- Seebach, Thilo von (1890–1966), Vizeadmiral
- Seebohm, Hans (1871–1945), Konteradmiral
- Seiferling, Karl (1867–1936), Vizeadmiral
- Siemens, Leopold (1889–1979), Vizeadmiral
- Siemens, Werner (1873–1964), Konteradmiral
- Slevogt, Kurt (1892–1957), Vizeadmiral
- Sontag, Johannes (1884–1941), Admiralarzt
- Sorge, Siegfried (1898–1989), Konteradmiral
- Spiering, Richard (* 1861), Marineobergeneralarzt
- Spieß, Fritz (1881–1959), Konteradmiral
- Spindler, Arno (1880–1967), Konteradmiral
- Stange, Rudolf (1899–1992), Vizeadmiral
- Starke, Wilhelm (1866–1934), Vizeadmiral
- Starke, Wilhelm Friedrich (1885–1941), Konteradmiral
- Stechow, Berthold (1865–1941), Konteradmiral
- Steenbock, Johannes (1894–1974), Konteradmiral (Ing.)
- Steffan, Werner (1890–1973), Konteradmiral
- Steiner, Walter (1891–1975), Konteradmiral (Ing.)
- Steinkopf, Otto (1874–1941), Konteradmiral (Ing.)
- Stichling, Werner (1895–1982), Konteradmiral
- Stiegel, Heinrich (1891–1964), Vizeadmiral (Ing.)
- Stieringer, Ernst (1891–1975), Vizeadmiral (Ing.)
- Stobwasser, Hans-Herbert (1885–1946), Vizeadmiral
- Stoelzel, Albert (1872–1928), Konteradmiral
- Stohwasser, Hans (1884–1967), Vizeadmiral
- Stosch, Hans-Hubertus von (1889–1945), Vizeadmiral
- Straehler, Herbert (1887–1979), Vizeadmiral
- Strauch, Johannes (1884–1957), Konteradmiral (Ing.)
- Studnitz, Ernst von (1898–1943), Konteradmiral
- Stummel, Ludwig (1898–1983), Konteradmiral

### T
- Tackenberg, Wilhelm, eigentlich Wilhelm Butterbrodt (1893–1963), Konteradmiral (Ing.)
- Tägert, Carl (1869–1946), Konteradmiral
- Tägert, Wilhelm (1871–1950), Vizeadmiral
- Tarnow, Otto Siegfried (1893–1963), Admiralarzt
- Thäter, Karl (1886–1962), Vizeadmiral (Ing.)
- Thedsen, Otto (1886–1949), Konteradmiral (Ing.)
- Thiele, August (1893–1981), Vizeadmiral
- Tillessen, Werner (1880–1953), Admiral
- Titschack, Friedrich (1876–1952), Admiralarzt
- Tobye, Erhard (1894–1971), Konteradmiral
- Topp, Karl (1895–1981), Vizeadmiral
- Trendtel, Heinrich (1864–1943), Konteradmiral
- Treschow, Hans-Udo von (1893–1955), Konteradmiral
- Trotha, Clamor von (1894–1988), Konteradmiral
- Trotha, Wolf von (1884–1946), Vizeadmiral
- Türk, Titus (1868–1952), Konteradmiral

### U
- Uslar, Ludolf von (1867–1939), Vizeadmiral
- Uthemann, Hans (1866–1931), Vizeadmiral
- Uthemann, Walther (1863–1944), Marinegeneraloberstabsarzt
- Utke, Kurt (1893–1970), Vizeadmiral

### V
- Vollerthun, Waldemar (1869–1929), Konteradmiral
- Voß, Hans (1894–1973), Konteradmiral (Ing.)
- Voss, Hans-Erich (1897–1969), Vizeadmiral

### W
- Wagner, Gerhard (1898–1987), Konteradmiral (ztws. Vizeadmiral)
- Wagner, Heinrich (1886–1950), Konteradmiral
- Walther, Hans (1883–1950), Konteradmiral
- Warzecha, Walter (1891–1956), Generaladmiral
- Waßner, Erwin (1887–1937), Konteradmiral
- Waue, Georg (1901–1945), Konteradmiral
- Weber, Carl (1896–1975), Konteradmiral (Ing.)
- Wegener, Wolfgang (1875–1956), Vizeadmiral
- Wehr, Oskar (1886–1968), Konteradmiral
- Weichold, Eberhard (1891–1960), Vizeadmiral
- Weniger, Carl Wilhelm (1874–1945), Konteradmiral
- Wenneker, Paul (1890–1979), Admiral
- Werth, Alexander (1879–1942), Vizeadmiral
- Westphal, Hugo (1855–1924), Vizeadmiral
- Wever, Paul (1893–1944), Vizeadmiral
- Weyher, Kurt (1901–1991), Konteradmiral
- Wieting, Franz (1876–1966), Vizeadmiral
- Wilke, Wilhelm (1878–1963), Konteradmiral
- Witthoeft-Emden, Robert (1886–1960), Vizeadmiral
- Winther, Waldemar (1897–1983), Konteradmiral
- Witzell, Karl (1884–1976), Generaladmiral
- Wolf, Ernst (1886–1964), Vizeadmiral
- Wolfram, Eberhard (1882–1947), Vizeadmiral
- Wolfram, Paul (1871–1946), Konteradmiral
- Wollanke, Karl-Friedrich (1884–1968), Konteradmiral
- Wossidlo, Fritz (1877–1942), Konteradmiral
- Wülfing von Ditten, Paul (1880–1953), Vizeadmiral
- Wurmbach, Hans-Heinrich (1891–1965), Admiral

### Z
- Zander, Konrad (1883–1947), Konteradmiral und General der Flieger
- Zenker, Hans (1870–1932), Admiral
- Zeppelin, Erich Graf von (1873–1927), Konteradmiral
- Zieb, Paul-Willy (1892–1972), Konteradmiral (Ing.)
- Zieger, Erich (1889–1945), Admiral (Ing.)
- Zuckschwerdt, Adalbert (1874–1945), Konteradmiral

## DDR 1952–1990
Die Deutsche Demokratische Republik hatte ab 1952 Admirale. Sie dienten zunächst in der Kasernierten Volkspolizei und ab 1956 in den Seestreitkräften, die ab 1960 Volksmarine hießen. Keiner der Admirale der DDR wurde bei der Wiedervereinigung 1990 in die Bundeswehr übernommen.

### B
- Bernig, Herbert (1931–2020), Konteradmiral
- Born, Hendrik (1944–2021), Vizeadmiral

### D
- Dönitz, Hans-Joachim (1934–2010), Konteradmiral

### E
- Ehm, Wilhelm (1918–2009), Admiral
- Elchlepp, Friedrich (1924–2002), Konteradmiral

### F
- Fischer, Richard (1906–1991), Konteradmiral, später Generalmajor

### G
- Grießbach, Eberhard (1935–), Konteradmiral

### H
- Heinecke, Lothar (1933–1985), Konteradmiral
- Henninger, Werner (1929–), Konteradmiral
- Heß, Hans (1929–2024), Konteradmiral
- Hesse, Gustav (1931–2001), Vizeadmiral
- Hoffmann, Theodor (1935–2018), Admiral
- Hofmann, Hans (1933–), Vizeadmiral

### I
- Irmscher, Heinz (1920–2004), Konteradmiral

### J
- Jordt, Heinrich (1917–1987), Konteradmiral

### K
- Kahnt, Klaus (1934–2015), Konteradmiral
- Kotte, Werner (1931–2022), Konteradmiral
- Kühn, Walter (1920–?†), Konteradmiral
- Kutzschebauch, Günter (1930–1996), Vizeadmiral

### L
- Laue, Wolfgang (1929–1996), Konteradmiral

### M
- Miethe, Peter (1944–), Konteradmiral
- Milzow, Helmut (1932–2022), Konteradmiral
- Müller, Gerhard (1941–2023), Konteradmiral
- Münch, Joachim (1928–2016), Konteradmiral

### N
- Neukirchen, Heinz (1915–1986), Vizeadmiral
- Nitz, Egon (1934–2011), Konteradmiral
- Nordin, Wilhelm (1924–1993), Vizeadmiral

### P
- Partzsch, Hans (1930–2012), Konteradmiral
- Pöschel, Günther (1933–), Konteradmiral

### R
- Rödel, Rolf (1940–2013), Konteradmiral

### S
- Scheffler, Felix (1915–1986), Konteradmiral
- Städtke, Herbert (1931–2008), Konteradmiral
- Streubel, Johannes (1921–1990), Konteradmiral

### V
- Verner, Waldemar (1914–1982), Admiral

### W
- Wansierski, Bruno (1904–1994), Vizeadmiral
- Wegner, Rudi (1923–1995), Konteradmiral
- Weiß, Karl (1935–2012), Konteradmiral